# Vaughn Dunbar
(en) Statistiques sur pro-football-reference
Vaughn Allen Dunbar (né le 4 septembre 1968 à Fort Wayne) est un joueur américain de football américain.

## Enfance
Dunbar joue à la R. Nelson Snider High School de sa ville de Fort Wayne. Il se démarque tout de suite de sa pointe de vitesse.

## Carrière

### Universitaire
Il entre à l'université de l'Indiana, jouant avec Hoosiers. Lors de sa dernière saison, il est élu All-American et échoue au sixième rang pour le Trophée Heisman. Il termine pourtant second au nombre de yards parcourus par course de l'État.

### Professionnelle
Vaughn Dunbar est sélectionné lors du premier tour de la draft de la NFL de 1992, au 21e choix par les Saints de La Nouvelle-Orléans. Lors de sa première saison, il joue l'ensemble des matchs de la saison (dont huit comme titulaire), marquant trois touchdowns. En 1993, il n'apparait à aucune reprise et revient en 1994 jouant huit matchs mais perdant une certaine place de titulaire. En 1995, il joue un match avec les Saints avant de partir pour les Jaguars de Jacksonville où il joue quatorze matchs (dont six comme titulaire) marquant deux touchdowns. Après cette saison, il n'apparait plus à la NFL.
Six ans après sa disparition, Dunbar revient en étant choisi lors du premier tour du draft de la XFL en 2001 par les Demons de San Francisco. Il fait une saison avant de partir après la faillite de la fédération.